# Dimylus
Dimylus — викопний рід комахоїдних ссавців.
Істота, ймовірно, нагадувала сучасних хохуль за розмірами (10–20 см в довжину) і зовнішнім виглядом, володіючи хоботком. Горбисті зуби були дрібними (не довше 3.6 мм) і вкриті емаллю. У поєднанні з потужними щелепними м'язами це зробило Димілуса здатним трощити броньованих істот, таких як ракоподібні. Dimylus був знайдений в Європі, в районах, які були багаті водою в той час, коли він існував, що припускає, що він заповнював ту ж екологічну нішу, що і сучасні хохулі.